# Prix Pitchou
Le prix Pitchou est une récompense en littérature jeunesse désignant le meilleur album pour touts-petits de l'année. Il a été créé en 1995 par la Fête du livre de jeunesse de Saint-Paul-Trois-Châteaux,.

## Déroulé
Un comité de sélection, composé de bibliothécaires, enseignants, assistantes maternelles et artistes, se réunit 5 ou 6 fois dans l'année. Ils lisent la quasi intégralité de la production éditoriale consacrée aux tout-petits sur une année. Ils sélectionnent une dizaine de titres lauréats, confiés à l'appréciation du jury, qui choisit l'album qui obtient le prix.

## Prix décernés
- 2024 : Ö de Guridi (CotCotCot éditions)[5]
- 2023 : Dessus, dessous, devant, dedans de Fanny Pageaud, (Les Grandes Personnes éditions)[5]
- 2022 : Bienvenue de Marta Comín (Les Grandes Personnes éditions)[5]
- 2021 : Le grand départ de Sylvain Lamy, (Éditions Amaterra)[5].
- 2020 : Quatre pattes de Gaëtan Doremus  (Ed. du Rouergue) [6]
- 2019 : Moi, j’ai peur du loup d’Emilie Vast (Editions MeMo)
- 2018 : Promenons-nous, dans les bois de Pauline Kalioujny (Editions Thierry Magnier) –
- 2018 : mention spéciale du Jury : La graine de carotte, de Ruth Krauss, éd. MeMo [7]
- 2017 : Extra-va-gant de Betty Bone (Editions Courtes et Longues)
- 2016 : Pomme Pomme Pomme de Corinne Dreyfuss (Editions Thierry Magnier)
- 2015 : Mon monstre de Marie Sellier et Jean-Luc Buquet (éditions courtes et longues)
- 2014 : Le tout-petit de Anne Letuffe (l’Atelier du Poisson Soluble)
- 2013 : Deux yeux ? de Lucie Félix (Les Grandes Personnes)
- 2012 : L’Abécédaire de Pascale Estellon (Les Grandes Personnes)
- 2011 : Mercredi d’Anne Bertier (éditions MeMo)
- 2010 : Ouaf, miaou, cui-cui de Cécile Boyer (Albin Michel Jeunesse)
- 2009 : Le grand livre du hasard de Hervé Tullet (éditions du Panama)
- 2008 : Il est où ? de Christian Voltz (Le Rouergue)
- 2007 : Petites Météorologies de Anne Herbauts (Casterman)
- 2006 : Moi, ma maman de Komako Sakaï (La Joie de lire)
- 2005 : Le Secret de Éric Battut (Didier jeunesse)
- 2004 : Pas de Susie Morgenstern et Theresa Bronn (Le Rouergue)
- 2003 : Alors, je chante (Passage piétons éditions) –
- 2003 : mention spéciale du Jury : La grande question, de Wolf Erlbrugh, éd. Être
- 2002 ; Et le petit dit… de Jean Maubille (Pastel)
- 2001 : Tout un monde de Katy Couprie et Antonin Louchard (Éditions Thierry Magnier)
- 2000 : Alboum de Christian Bruel et Nicole Claveloux (Être éditions)
- 1999 : Le Papa qui avait 10 enfants de Bénédicte Guettier (Casterman)
- 1998 : Mon Petit Cœur de Antonin Louchard et Manitoba Jeunesse (Les Belles Lettres)
- 1997 : Loup de Olivier Douzou (Le Rouergue)
- 1996 : Et pit et pat à quatre pattes de Jeanne Ashbé (Pastel)
- 1995 : Bébés Chouettes de Martin Waddell et Patrick Benson (Kaléidoscope)